# Celatoblatta shawi
Celatoblatta shawi es una especie de cucaracha terrestre 
del género Celatoblatta, tribu Celatoblattini, subfamilia Polyzosteriinae. Fue descrita científicamente por Princis en 1966.

## Distribución
Se distribuye por Oceanía: Australia (Queensland).